# Вулиця Джохара Дудаєва (Івано-Франківськ)
Вулиця Джохара Дудаєва — вулиця в Івано-Франківську, що веде від вул. Є. Коновальця і Європейської площі у бік колишньої меблевої фабрики, де розходяться вулиці Левинського і Ребета.

## Назви
Виникла наприкінці 1920-х років на дільниці, що називалася «Опришевецькою». Вона називалася «Тартакова» і вела до тартака, що був розташований на місці меблевої фабрики. Тоді на вулиці практично не було забудови.
У середині 1960-х названа іменем чеського письменника і комуніста Юліуса Фучика, який був страчений нацистами в 1943 році.
У травні 1996 вулиця одержала назву на честь лідера чеченських повстанців Джохара Дудаєва.

## Забудова
Вулиця забудована протягом близько двадцяти років (у 1950—1970-х рр.). Тут розташовані переважно підприємства сервісу, бази, заклади освіти. На початку вулиці — колишнє популярне підприємство «Ремпобутсервіс» (будівля під № 13), з іншого боку — господарський двір гіпермаркету «Велмарт», ВАТ «Металопласт», ресторан «Зосина Воля» (№ 10). Ближче до кінця вулиці — підприємство «Техносервіс» (№ 26). Також на вулиці знаходиться унікальне за характером спеціальностей училище — деревообробки і оздоблення ВХПТУ № 3 (будинок № 35).